# Aeolus AX5
Aeolus AX5 — компактный кроссовер производства Dongfeng Motor Corporation.

## Описание
Aeolus AX5 дебютировал в 2016 году на Пекинском автосалоне. Позже автомобиль был представлен в Гуанчжоу. AX5 оснащён 1,4-литровым рядным четырёхцилиндровым турбодвигателем мощностью 103 кВт (140 л. с.) и крутящим моментом 196 Н·м. Ценовой диапазон варьировался от 89700 до 128700 юаней.

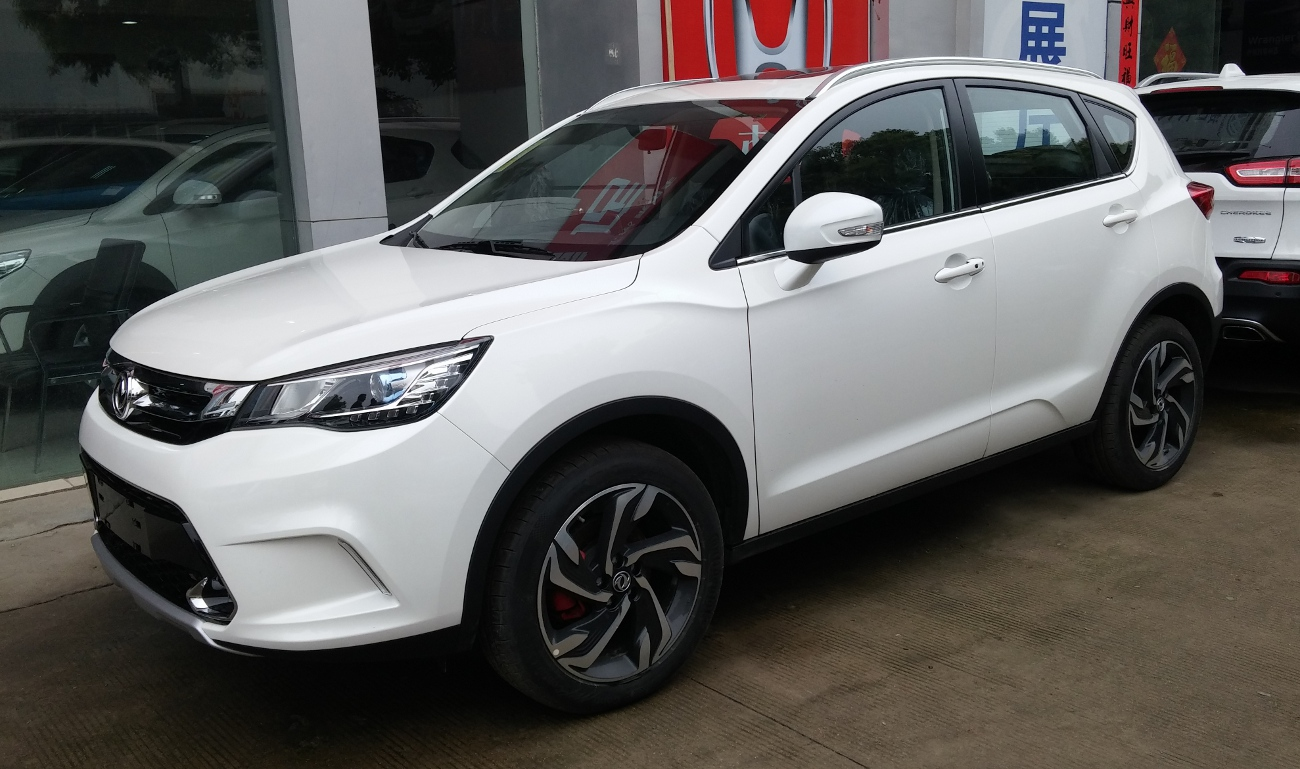
Вид спереди
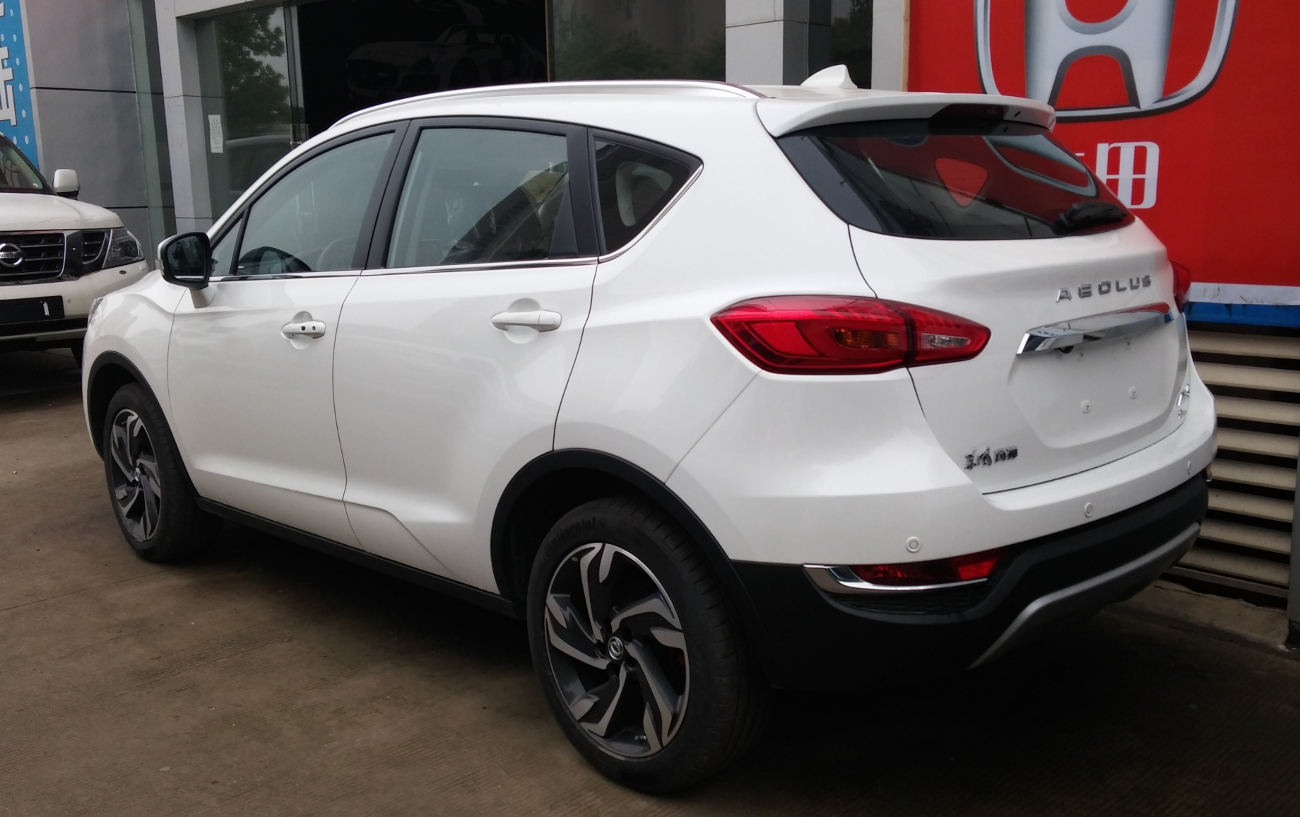
Вид сзади

## Фейслифтинг
Фейслифтинговый Aeolus AX5 был представлен в 2019 году на Шанхайском автосалоне. Он оснащён 1,4-литровым турбодвигателем DFMA14T мощностью 133 л. с., который сочетался в паре с пятиступенчатой механической или же с шестиступенчатой автоматической трансмиссией.